# Тонкі ківсяки
Тонкі ківсяки (Blaniulidae) — родина ряду ківсяки.

## Опис
Тіло тонке зі слабкою сегментацією та співвідношенням довжини до товщини близько 30:1. По боках видно отвори отруйних залоз. Очі недорозвинені або зовсім відсутні.

## Спосіб життя
Тонкі ківсяки живуть у ґрунті відкритої місцевості. Здебільшого вони скупчуються в гниючих рослинних рештках, зокрема у корінні. Частина видів годується за рахунок живого коріння, стиглих соковитих плодів садово-городніх культур, що лежать на поверхні ґрунту.

## Різноманіття і поширення
Родина налічує 46 видів, об'єднаних у 19 родів. Тонкі ківсяки зустрічаються у Європі, на Близькому Сході до Ірану, також поширені на сході США.
Найпоширеніший в Україні вид Nopoiulus kochii, що живе в лісах під корою дерев. Також на городах часто шкодить ківсяк крапчастий Blaniulus guttulatus, який полюбляє плоди полуниць.